# 異国物語
『異国物語』（いこくものがたり）は、日本の仮名草子。万治元年（1658年）、野田庄右衛門によって出版された。また、奈良絵本として製作された肉筆の絵本（制作年不詳）も確認されている。

## 概要
内容は、『三才図会』「人物」12巻～14巻のうち、175図を抽出して和訳した啓蒙書である。『三才図会』のほかに、中国（明）の『日用類書』「諸夷門」の項目に描かれている異国人物が参考されたという指摘もある。
日本を含め、当時、実存すると認識されていた国や地域が描かれているが、長脚国や穿胸国など、実在しない伝説上の異国も描かれている。例えば、貫匈人、奇肱人、長股人、長臂人、死人、三首人、三身人、一臂人、一目人、交脛人、女子人、柔利人、無腸人、後眼人、聶耳人、長人、羽民、毛民などが描かれている。
奈良絵本として製作された肉筆絵本は、スミス=ルスフェル・コレクションのひとつで、現在はフランス国立図書館に所蔵されている。外題は「唐物語」（からものがたり）と記されているが、内題に「異国物語」と明確に記され、また本文も仮名草子版とほぼ同文であることから、同館でも『異国物語』という呼称を用いている。吉田幸一は、書かれている文字の書体が御家流（おいえりゅう）であることから、同書の成立は慶安頃（1648年～1651年）ではないかとも推測している。しかし、資料上には制作年代は示されておらず、奈良絵本と仮名草子の前後関係や参考関係ははっきりしていない。